# Semaprochilodus laticeps
Espèce
Synonymes
- Prochilodus laticeps Steindachner, 1879[1]

Semaprochilodus laticeps est une espèce sud-américaine de poissons d'eau douce de la famille des Prochilodontidae et de l'ordre des Characiformes. Elle est endémique du bassin du fleuve Orénoque au Venezuela.